# ضریب رابطه

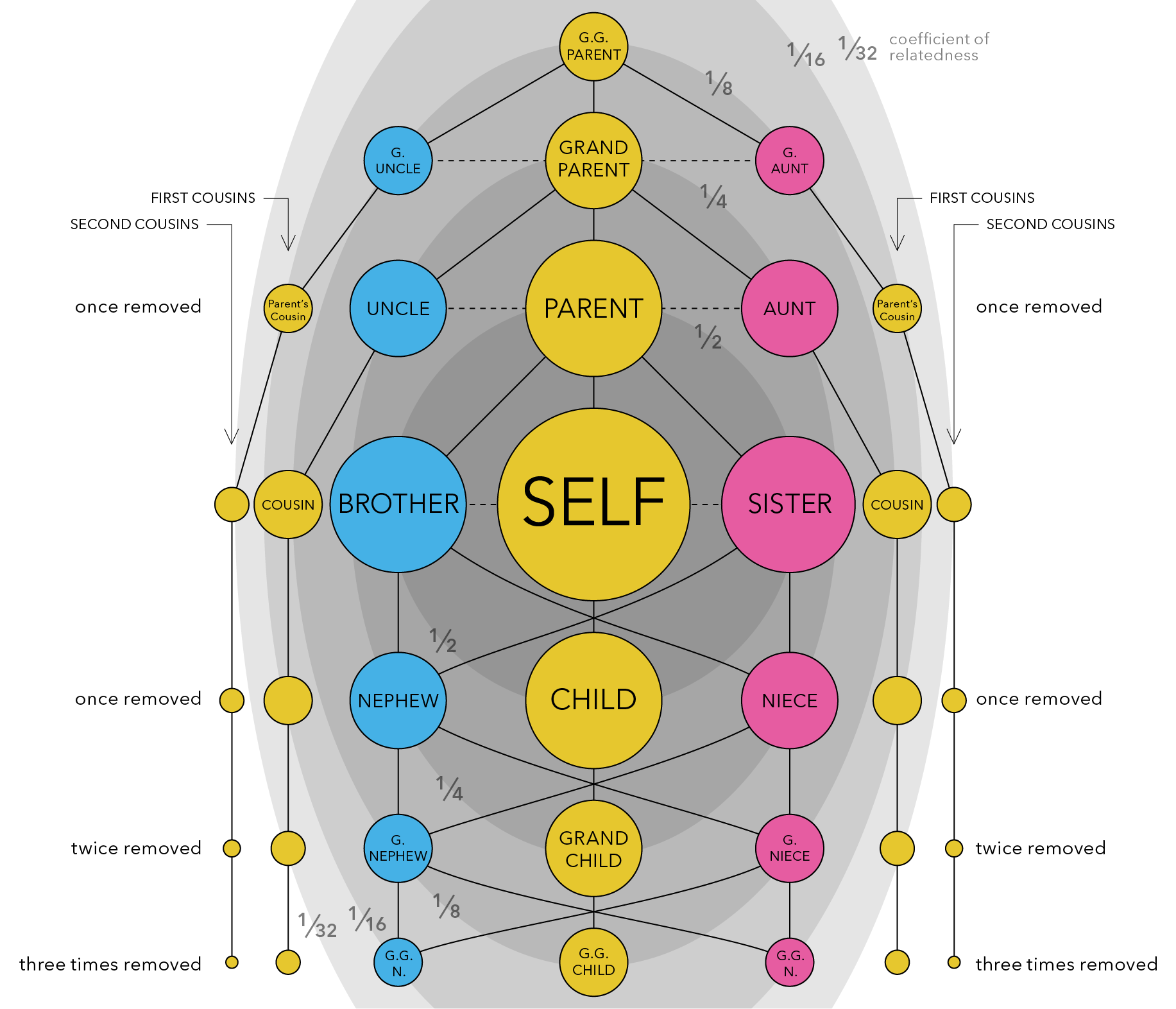
نمودار روابط خانوادگی مشترک، که در آن مساحت هر دایره رنگی با توجه به ضریب همبستگی درجه‌بندی می‌شود. همه خویشاوندان یکسان با هم در یکی از بیضی‌های خاکستری گنجانده شده‌اند. درجات قانونی رابطه را می‌توان با شمارش تعداد اتصالات خط جامد بین خود و یکی از خویشاوندان یافت.

ضریب رابطه، ضریب ارتباط یا ضریب روابط (به انگلیسی: Coefficient of relationship)، معیاری برای میزان همبستگی (یا رابطه بیولوژیکی) بین دو فرد است. اصطلاح ضریب رابطه توسط سوال رایت در سال ۱۹۲۲ تعریف شد و از تعریف او از ضریب همخونی در سال ۱۹۲۱ استخراج شد. این معیار بیشتر در ژنتیک و تبارشناسی استفاده می‌شود. ضریب همخونی را می‌توان برای یک فرد محاسبه کرد و معمولاً نصف ضریب رابطه بین والدین است.
به‌طور کلی، هرچه سطح درون‌آمیزی بالاتر باشد، ضریب رابطه بین والدین به مقدار عدد ۱ نزدیک‌تر می‌شود، که به صورت درصد بیان می‌شود،  و برای افراد دارای اجداد مشترک دوردست تصادفی به مقدار عدد ۰ نزدیک می‌شود.
گاهی ضریب رابطه برای بیان درجه خویشاوندی به صورت عددی در شجره‌نامه انسانی استفاده می‌شود.

## ضریب خویشاوندی
ضریب خویشاوندی Kinship coefficient یک معیار ساده برای ارتباط است که به عنوان احتمال یک جفت آلل همولوگ نمونه‌برداری تصادفی از نظر نزولی یکسان تعریف می‌شود. به بیان ساده‌تر، این احتمال وجود دارد که یک آلل انتخاب‌شده به‌طور تصادفی از یک فرد، i، و یک آلل انتخاب‌شده در همان مکان اتوزومال از فرد دیگر، j، یکسان و از یک نیا باشند.
ضریب رابطه برابر با دو برابر ضریب خویشاوندی است.
| ارتباط                                                              | ضریب خویشاوندی |
| ------------------------------------------------------------------- | -------------- |
| فردی-خود                                                            | ۱/۲            |
| خواهر کامل / برادر کامل                                             | ۱/۴            |
| مادر / پدر / دختر / پسر                                             | ۱/۴            |
| مادربزرگ / پدربزرگ / نوه / نوه                                      | ۱/۸            |
| خاله / عمو / خواهرزاده / برادرزاده                                  | ۱/۸            |
| اولین عموزاده                                                       | ۱/۱۶           |
| خواهر ناتنی / برادر ناتنی                                           | ۱/۸            |
| چند مورد از رایج‌ترین روابط خانوادگی و ضریب خویشاوندی مربوط به آنها. |                |